# Alessandro Poliistore
Alessandro Cornelio, soprannominato Poliistore (in greco antico: Ἀλέξανδρος Κορνήλιος Πολυΐστωρ?, Aléxandros Kornélios Polyístōr; Mileto, ... – Laurentum, I secolo a.C.), è stato un grammatico greco antico vissuto nel I secolo a.C.

## Biografia
Alessandro, nato a Mileto e vissuto nella tarda età repubblicana, secondo il lessico Suda fu allievo di Cratete di Mallo. 
Catturato dai romani durante le guerre mitridatiche (88-85 a.C.), Alessandro divenne schiavo di Cornelio Lentulo e, per le doti dimostrate come pedagogo, ne venne liberato, assumendo, come d'uso, i tria nomina del patrono, divenendo Lucio Cornelio Alessandro. 
Sarebbe morto, secondo le fonti, in un incendio scoppiato nella sua casa di Laurento, seguito dopo poco dalla moglie Elena, che, alla notizia, si sarebbe impiccata.

## Opere
Le sue opere, di cui sopravvivono circa 150 frammenti, si possono dividere grosso modo in due ampi gruppiː
Le opere più propriamente storiche, con carattere erudito e spesso mitografico, quali Sui Giudei; Su Roma, in 5 libri; Storia di Creta; Storia Egizia, in 3 libri; Storia Caldea; Sulla Bitinia; Sul Ponto Eusino; Sull'Illiria; Indikà; Italikà, in 3 libri; Sulla Caria, in 2 libri; Sulla Cilicia; Storia Libica, in 3 libri; Sulla Licia, in 3 libri; Sulla Paflagonia; Sulla Siria; Su Cipro; Raccolta di cose di Frigia, in 3 libri; Periplo di Licia.
Opere di argomento vario, più erudito-grammaticali e biografiche, erano Sull'oracolo di Delfi, Sui simboli pitagorici, Raccolta di meraviglie, Successioni dei filosofi, Su Corinna, Sui luoghi menzionati in Alcmane.
Il suo metodo consisteva, più che in opere originali, in compilazioni antologiche di carattere erudito (la più importante delle quali, ampiamente citata da Eusebio, era il Sui Giudei), nelle quali, più che la narrazione, contava l'affastellamento di diversi brani riportati testualmente, secondo un metodo puramente, appunto, antologizzante.